# 三田俊次郎
三田 俊次郎（みた しゅんじろう、1863年4月20日（文久3年3月3日） - 1942年（昭和17年）9月13日）は、岩手県南岩手郡加賀野村磧町（現盛岡市加賀野）出身の医師、教育者、政治家である。

## 年譜
- 1863年（文久3年） -  盛岡藩士の三田義魏とキヨの次男として誕生。
- 1880年（明治13年） - 県立岩手医学校[2]へ入学。
- 1882年（明治15年） - 三浦自祐県の私塾廻生堂に入門。
- 1885年（明治18年） - 県立甲種医学校卒業。県立甲種医学校助手任用。
- 1886年（明治19年） - 県立甲種医学校三等助教諭任用。医術開業免許状取得。
- 1891年（明治24年） - 東京帝国大学医学部選科で眼科学を専攻。
- 1891年（明治24年）4月 - 同科を修了。盛岡で三田眼科医院開業。
- 1897年（明治30年） - 元県立岩手病院の建物を借り受け、私立岩手病院を開業して院主。産婆看護婦養成所と医学講習所を併設。
- 1901年（明治34年） - 私立岩手医学校[3]と産婆学校設立。

- 1920年（大正9年）5月15日 - 財団法人岩手済生医会設立。
- 1921年（大正10年）3月15日 - 盛岡実科高等女学校設立、4月5日開校。
- 1928年（昭和3年）2月 - 文部省の認可を得て、岩手医学専門学校を設立して初代校長。
- 1942年（昭和17年）9月13日 - 他界。

## 業績
- 三田医学奨励会、岩手育英会を創設、岩手サナトリウムと岩手保養院（精神科病院）[4]設立。
- 岩手県医師会会長、盛岡市議会議員など[5]。

## 評伝
- 『明治=岩手の医事維新 医師・三田俊次郎の挑戦』（大空社出版）三田弥生著　ISBN 978-4908926549